# Megan Meier
Megan Taylor Meier Laherty (O'Fallon, 6 de noviembre de 1992 - Dardenne Prairie, 17 de octubre de 2006) fue una joven estadounidense que se suicidó ahorcándose, tres semanas antes de cumplir catorce años. Fue víctima de Lori Drew (vecina de su casa y madre de una examiga), quien admitió haber creado una cuenta en MySpace con otros adultos, que se hicieron pasar por un muchacho de dieciséis años para acosar a la niña. En 2009, Lori Drew fue absuelta.

## Antecedentes
Megan Meier nació en O'Fallon, Misuri, hija de Christina Laherty y Ronald Meier. Durante su infancia vivió en las cercanías de Dardenne Prairie, Misuri, con sus padres y su hermana Allison.
Desde el tercer grado de la escuela primaria, a Megan se le diagnosticó un trastorno por déficit de atención y depresión debido a que creía tener sobrepeso. 
Desde entonces estaba bajo el cuidado de un psiquiatra. Se le medicó citalopram, metilfenidato y ziprasidona.
Sus padres la describieron como una niña que disfrutaba de pasar el tiempo con sus amigas y su familia.
Meier asistió a la escuela pública Fort Zumwalt, incluyendo la Escuela Primaria Ostmann y Fort Zumwalt West Middle School en las cercanías de O'Fallon. Para el octavo grado, sus padres la matricularon en la escuela católica Immaculate Conception, en Dardenne Prairie.
En el momento del incidente, las casas de Drew y Meier eran vecinas, ya que vivían a cuatro casas de distancia.
La cuenta a través de la cual se llevó a cabo el ciberacoso pertenecía a un supuesto varón de dieciséis años llamado «Josh Evans». Sin embargo, Lori Drew, la madre de un examiga de Meier, admitió más tarde la creación de la cuenta de MySpace con su hija y Ashley Grills, su empleada de dieciocho años de edad. Varias personas usaron la cuenta falsa, incluyendo a Drew. Los testigos declararon que las mujeres intentaron utilizar los correos de Megan Meier con «Josh» para obtener información sobre ella y luego humillarla, en represalia por una supuesta difusión de rumores que Megan hizo contra la hija de Drew.

## Muerte
Poco después de la apertura de la cuenta en MySpace, Meier recibió un mensaje de un supuesto joven de dieciséis años, Josh Evans, pero que era en realidad enviado por Lori Drew utilizando una cuenta falsa. Meier y «Josh» se hicieron amigos en línea, pero nunca hablaron ni se conocieron en persona. Meier pensaba que era atractivo. Meier comenzó a intercambiar mensajes con esta persona. Esta persona falsa, «Josh», afirmó que acababa de mudarse a la cercana ciudad de O'Fallon, estaba estudiando en su propia casa, y que todavía no tenía número de teléfono.
El lunes 16 de octubre de 2006, el tono de los mensajes cambió. Los últimos intercambios de mensajes se hicieron a través del Messenger de AOL en vez de Myspace. Lori Drew le escribió (siempre a través de la cuenta):

No sé si quiero seguir siendo tu amigo porque he oído que no eres muy buena con tus amigos
I don't know if I want to be friends with you anymore because I've heard that you are not very nice to your friends.
«Josh Evans» (Lori Drew)

Le envió mensajes similares, y compartió algunas de las respuestas de Megan con otras personas, las que terminaron publicadas en internet. El último mensaje enviado por Lori Drew decía:

Todo el mundo en O'Fallon sabe quién eres. Eres una mala persona y todo el mundo te odia. Que el resto de tu vida sea una mierda. El mundo sería un lugar mejor sin ti.
Everybody in O'Fallon knows who you are. You are a bad person and everybody hates you. Have a shitty rest of your life. The world would be a better place without you.
«Josh Evans» (Lori Drew)

Meier le respondió:

Tú eres el tipo de chico por el que una chica se mataría.
You’re the kind of boy a girl would kill herself over
Megan Meier

Megan se ahorcó dentro del armario del dormitorio y fue encontrada veinte minutos más tarde. A pesar de los intentos de reanimarla, fue declarada muerta.

## Reacciones
Cuando la historia de Megan Meier apareció por primera vez en el diario St. Charles Journal, los lectores se preocuparon por el hecho de que adultos (todavía desconocidos públicamente) estaban implicados en el engaño.
Más tarde, el público se mostró indignado por la decisión del diario Suburban Journals de San Luis, Misuri, de no imprimir el nombre de los delincuentes adultos. En una entrevista, el periodista declaró que los nombres no se habían publicado para proteger a un hijo menor de la familia Drew.
Sin embargo, varios blogueros rápidamente descubrieron la identidad de la autora principal, Lori Drew, al consultar las minutas del caso judicial.
Los medios de comunicación inmediatamente revelaron el nombre de Lori Drew y su fotografía.
En una conferencia de prensa el lunes 3 de diciembre de 2007, Jack Banas, el fiscal del condado de Saint Charles, dijo que quien había escrito la mayoría de los últimos mensajes de «Josh Evans» a Megan Meier ―especialmente el mensaje final― había sido Ashley Grills (de dieciocho años, empleada temporal de Lori Drew).
Jack Banas dijo que era consciente de la indignación nacional contra Drew, que se originó en internet en respuesta al artículo de Steve Pokin en el diario de O'Fallon.
En pocos días se publicaron en varios sitios de internet las direcciones postales de la casa, el trabajo, los números de teléfonos móviles de Lori Drew, y fotos aéreas de su casa. La propiedad de Lori Drew también fue objeto de vandalismos. Jack Banas dijo que algunas de estas acciones en contra de Lori Drew podrían constituir un acoso por internet.
«Porque el que no podamos juzgar a alguien ciertamente no puede justificar la violación de la ley», dijo Jack Banas. «Vivimos en este país por el imperio de la ley». Describió a Lori Drew como «molesta, prudente y vigilante», cuando la entrevistó. Jack Banas dijo que la señora Drew se sintió «terrible» por la muerte de Meier.
El 24 de noviembre de 2007 se llevó a cabo una vigilia de velas en recuerdo de Megan Meier. La multitud reunida en un estacionamiento cercano pasaron en silencio por delante de las casas de Megan Meier y de Lori Drews. Un pequeño terreno adyacente a la casa de Lori Drew fue el escenario de recuerdos de amigos de Megan Meier.
El caso provocó que varias jurisdicciones promulgaran o consideraran las primeras leyes que prohibían el acoso por internet. La Junta de Concejales de la Ciudad de Dardenne Prairie aprobó una ordenanza, el 22 de noviembre de 2007, en respuesta al incidente.
La ordenanza prohíbe el acoso que utiliza un medio electrónico, incluidos internet, servicios de mensajería de texto, buscapersonas y dispositivos similares. Las violaciones de la ordenanza son considerados como delitos menores, con multas de hasta quinientos dólares y un máximo de noventa días de prisión. La ciudad de Florissant, Misuri, también aprobó una ley contra el ciberacoso y otros municipios, condados y estados consideraron hacer lo mismo. El estado de Misuri revisó sus leyes sobre el acoso en respuesta al caso, actualizándolas para cubrir el acoso a través de ordenadores y mensajería mediante teléfono móvil, y la creación de un nuevo delito para cubrir a los adultos de veintiún años que acosen a menores de dieciocho años. La nueva legislación entró en vigor el 28 de agosto de 2008. El proyecto de ley fue una reacción a la incapacidad de la policía de Misuri para procesar legalmente a Lori Drew por el acoso cibernético.
De acuerdo con el diario Saint Louis Daily Record, el nuevo lenguaje «amplía la definición del delito de acoso al incluir el intimidar a sabiendas o causar angustia emocional de manera anónima, ya sea por teléfono o electrónicamente, a un niño». Asimismo, «aumenta la pena por el acoso de un delito menor a un delito grave, la pena de hasta cuatro años de prisión, si es cometido por un adulto en contra de alguien de diecisiete años o menos, o si el delincuente ha sido previamente condenado por acoso». Este fue uno de los primeros casos de leyes estatales que protegen a los niños y adultos contra el acoso cibernético y en sitios de redes sociales. El proyecto de ley fue una reacción a la desestimación del caso de Lori Drew y el gobernador Matt Blunt, el político que firmó la entrada en vigor de la ley, afirmó que «[Misuri] necesita leyes estrictas para proteger a sus hijos». Un proyecto de ley fue presentado en el Congreso número 111 el 2 de abril de 2009 como HR 1966. Ambas cámaras de la Legislatura del Estado de Misuri votaron por unanimidad el 15 de mayo de 2008 para tipificar como delito el uso de internet para acosar a alguien, el estatuto existente se amplió para prohibir el abuso mediante la «comunicación por cualquier medio...» y es conocida como Ley Megan (que no se debe confundir con la ley Megan de Nueva Jersey). El 22 de mayo de 2008, la congresista Linda T. Sánchez presentó la ley HR 6123 como «Ley de prevención del acoso cibernético Megan Meier» para «enmendar el Título 18, Código de Estados Unidos, en relación con el ciberacoso escolar».
Tina Meier creó la Fundación Megan Meier, con sede en Chesterfield, Misuri.
La organización existe para promover «la conciencia, la educación y promover un cambio positivo para los niños, padres y educadores en respuesta a la continua intimidación y el acoso cibernético en el entorno cotidiano de nuestros hijos».